# Campeonato Mundial de Patinaje Artístico sobre Hielo de 2012
El CII Campeonato Mundial de Patinaje Artístico se realizó en Niza (Francia) entre el 26 de marzo y el 1 de abril de 2012 bajo la organización de la Unión Internacional de Patinaje sobre Hielo (ISU) y la Federación Francesa de Deportes de Hielo.
Las competiciones se efectuaron en el pabellón Nice Acropolis (antiguo Palais des Exposition) de la ciudad francesa.

## Resultados

### Masculino
| Puesto | Nombre            | País   | Puntos |
| ------ | ----------------- | ------ | ------ |
| Oro    | Patrick Chan      | Canadá | 266,11 |
| Plata  | Daisuke Takahashi | Japón  | 259,66 |
| Bronce | Yuzuru Hanyu      | Japón  | 251,06 |

### Femenino
| Puesto | Nombre           | País   | Puntos |
| ------ | ---------------- | ------ | ------ |
| Oro    | Carolina Kostner | Italia | 189,94 |
| Plata  | Aliona Leonova   | Rusia  | 184,28 |
| Bronce | Akiko Suzuki     | Japón  | 180,68 |

### Parejas
| Puesto | Nombre                           | País     | Puntos |
| ------ | -------------------------------- | -------- | ------ |
| Oro    | Aliona Savchenko Robin Szolkowy  | Alemania | 201,49 |
| Plata  | Tatiana Volosozhar Maxim Trankov | Rusia    | 201,38 |
| Bronce | Narumi Takahashi Mervin Tran     | Japón    | 189,69 |

### Danza en hielo
| Puesto | Nombre                           | País           | Puntos |
| ------ | -------------------------------- | -------------- | ------ |
| Oro    | Tessa Virtue Scott Moir          | Canadá         | 182,65 |
| Plata  | Meryl Davis Charlie White        | Estados Unidos | 178,62 |
| Bronce | Nathalie Péchalat Fabian Bourzat | Francia        | 173,18 |

## Medallero
| Núm. | País           | Oro | Plata | Bronce | Total |
| ---- | -------------- | --- | ----- | ------ | ----- |
| 1    | Canadá         | 2   | 0     | 0      | 2     |
| 2    | Alemania       | 1   | 0     | 0      | 1     |
|      | Italia         | 1   | 0     | 0      | 1     |
| 4    | Rusia          | 0   | 2     | 0      | 2     |
| 5    | Japón          | 0   | 1     | 3      | 4     |
| 6    | Estados Unidos | 0   | 1     | 0      | 1     |
| 7    | Francia        | 0   | 0     | 1      | 1     |
|      | TOTAL          | 4   | 4     | 4      | 4     |